# Prahova megye
Prahova megye közigazgatási egység Romániában, a Havasalföld régióban, Munténia területén. 4716 km2-es területével Románia 29. legnagyobb megyéje, ezzel az ország teljes területének csupán 1,97%-át adja. Ugyanakkor közel 695 ezer fős lakosságával Románia harmadik legnépesebb közigazgatási egysége, Bukarest és Iași megye után, ezzel az ország népességének 3,6%-ával rendelkezik, népsűrűsége az országos átlag közel kétszerese.
Északról Brassó megye, keletről Buzău megye, délről Ialomița megye és Ilfov megye, nyugatról pedig Dâmbovița megye határolja. Székhelye az olajipari múltjáról híres Ploiești, "Románia olajfővárosa", a régió egyik második legnagyobb városa a főváros után, Románia kilencedik legnépesebb városa. Emellett a megye jelentős városai közé tartozik a gyönyörű természeti környezetéről híres Breaza, a sóbányájáról ismert Slănic, illetve a királyi üdülővárosként nevezetes Szinaja.
A megye földrajza változatos, három fő földrajzi egység jellemzi: az északi részen a Déli-Kárpátok, melyek közé tartozik a Bucsecs-hegység, a keleti részen pedig a Kárpátok íves vonulata, a Curbura-hegység található. A középső területen a Szubkárpátok húzódik, míg délen a Ploiești-síkság terül el, ami a Román-alföld részét képezi. A megye legfontosabb folyója a Prahova-folyó, amely számos mellékfolyóval, például a Teleajennel és a Cricovul Sărat-tal, gazdagítja a tájat. A megye híres a Valea Prahovei nevű turisztikai térségéről is, amely a Bucsecs-hegységben található és a téli sportok kedvelőinek egyik legnépszerűbb célpontja.
Az ókorban a területet a dákok lakták, majd római hódítók irányították. A középkorban Prahova Havasalföld fontos részét képezte, ahol számos jelentős vár és erőd védte a területet a külvilágtól. A települések történelmét az Oszmán Birodalom és az orosz jelenlét is befolyásolta, és az ipari fejlődés révén, különösen a 19. század második felében, a megyében számos gyár és ipari központ jött létre. A 20. században a terület gazdasági fellendülésen ment keresztül, különösen a kőolajipar révén, Ploiești városa fontos szereplővé vált a román ipari szektorban. Területének egy részét Săcuieni megye megszüntetésekor kapta, ez székely lakóiról kapta nevét.

Prahova megye Románia területén

## Nevének eredete
Neve szláv eredetű, jelentése pedig "zavaros víz" vagy "katarakta". Ez utalhatott a megye területén található vízesésekre vagy gyors folyású vizekre. A név tehát a régió természeti adottságaira, különösen a vizek sajátos jellegére utal. Az ilyen szláv eredetű elnevezések gyakoriak voltak a Kárpát-medence középső és déli részén.

## Címere
A megye címere egy háromrészes, fordított kereszt alakú pajzsot ábrázol. A bal felső sarokban, kék háttér előtt, egy fekete hegyi kecske látható, amely egy ezüst sziklán áll, és egy arany szőlőfürtöt néz. A jobb felső sarokban, arany háttér előtt egy fekete olajfúró torony található. Az alsó részben pedig piros mezőn, egy nyitott ezüst könyv szerepel.
A címerelemek jelentése a következő:
- A hegyi kecske az ősi Prahova megyei szimbólum, mely a helyi vadon élő állatait jelképezi.
- A szőlőfürt a megye híres borvidékeit, különösen a Valea Călugărească környékét reprezentálja.
- Az olajfúró torony a megye gazdaságában fontos szerepet játszó olajiparra utal, amely jelentős ipari hagyományokkal rendelkezik.
- A nyitott könyv a kulturális fejlődést és a híres történelmi alakot, Nicolae Iorga idézi, aki fontos szerepet játszott a megyei kulturális központok létrehozásában.[3][4]A megye történelmi címere

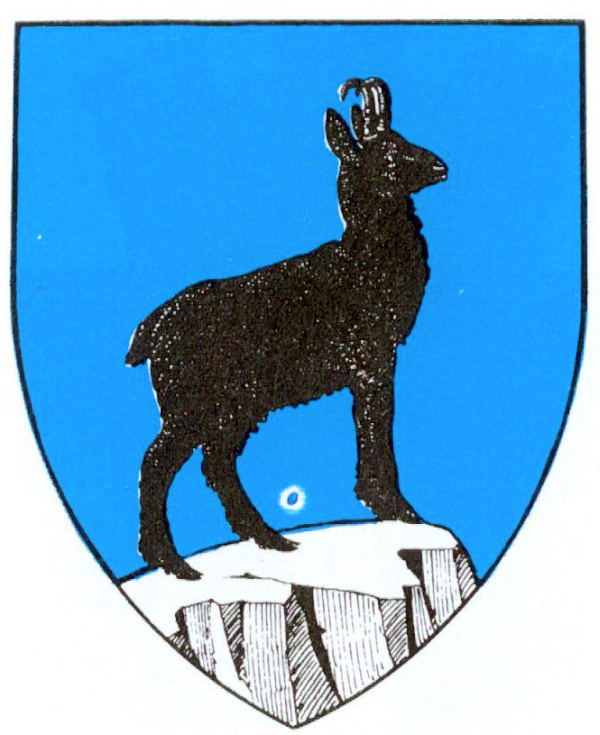
A megye történelmi címere

## Földrajz

### Domborzat
A megye területe 4 716 km². A domborzat nagyjából egyenlő részben hegység, dombság és síkság. Északon találhatók a Kárpátkanyar és a Déli-Kárpátokhoz tartozó hegységek: Csukás-hegység, Baj-hegység és Bucsecs-hegység. A Baj-hegység és a Bucsecs-hegység között helyezkedik el a Prahova-völgy. Délen található a Román-alföldhöz tartozó síkság.
Legmagasabb pontja az Omu-csúcs (2507 m).

### Vízrajz
A megye vízrajza rendkívül gazdag és változatos, mivel a terület nagy része hegyvidéki tájakon helyezkedik el, amely számos folyót és patakot táplál. Vízfolyásai főként az Ialomița vízgyűjtő területéhez tartoznak. A legfontosabb folyó a Prahova-folyó, mely a megye középső részén folyik, és amelynek vízgyűjtő területe jelentős. Az itt található kisebb mellékfolyók, mint a Teleajen, Slănicul, és a Vărbilăul, mind hozzájárulnak a terület vízellátásához.
Emellett a megye északi és középső részein különböző hegyi patakok találhatók, amelyek a Bucsecs és a Csukás-hegységből erednek. Ezen patakok, valamint a nagyobb folyók, mint a Prahova, fontos szerepet játszanak a mezőgazdaság és az ipari tevékenységek fenntartásában, különösen az olaj- és gázipar számára. Az ilyen típusú vizek elősegítik a terület ökológiai és gazdasági tevékenységeit.

### Éghajlat

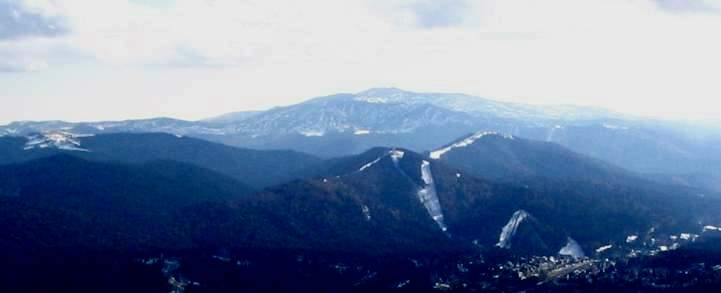
A Baj-hegység déli része, jobbra a Prahova völgye

Az éghajlat mérsékelt kontinentális. Az évi átlagos hőmérséklet 10 °C a síkságon, 8-9 °C a dombságokon és -2 °C a hegyeken (az Omu-csúcson-2.6 °C). A legalacsonyabb hőmérséklet -38 °C volt az Omu-csúcson 1929-ben és -31.5 °C a hegyeken kívül, Mizilben 1942-ben. A legmagasabb hőmérséklet 39.4 °C Ploieștien 1945-ben és Valea Călugărească-n 1946-ban. Az Omu-csúcson mért legmagasabb hőmérséklet 20.8 °C volt 1957-ben. Az éves csapadékmennyiség 550 mm a síkságon, 700–800 mm az Elő-Kárpátokban és 800–1200 mm a hegyekben. Az uralkodó szél északról és északkeletről fúj.

## Népesség
2002-ben 829 945 lakosa volt, a népsűrűség 176 fő/km². Ez Románia legnépesebb megyéje, a népsűrűség az országos átlag kétszerese. A lakosok többségében románok, jelentős cigány kisebbséggel, valamint 2002-ben 655 magyar is élt a megyében.
A 2011-es népszámlálás során 762 886 fő lakosságú, mellyel a második legnépesebb megye. A magyarok száma 447 főre csökkent, mellyel a 17 763 fős roma lakosság után a második legnagyobb számú kisebbség. A lakosság 93,4%-a román.

## Gazdaság
Ez a térség tartalmazza Románia fő olajtartalékát, továbbá gazdag lignitben és sóban. A megyében 115 000 ember dolgozik az iparban, amely az országos ipari termelés 8%-a. Több nagyobb külföldi (Coca Cola Company, Unilever, Interbrew, Michelin, Timken) vállalat fektetett be az utóbbi években. Fontosabb iparágak: olajipar, kémiai ipar, élelmiszeripar, textilipar stb. A mezőgazdasági termelés az országos termelés 3%-a.

## Turizmus

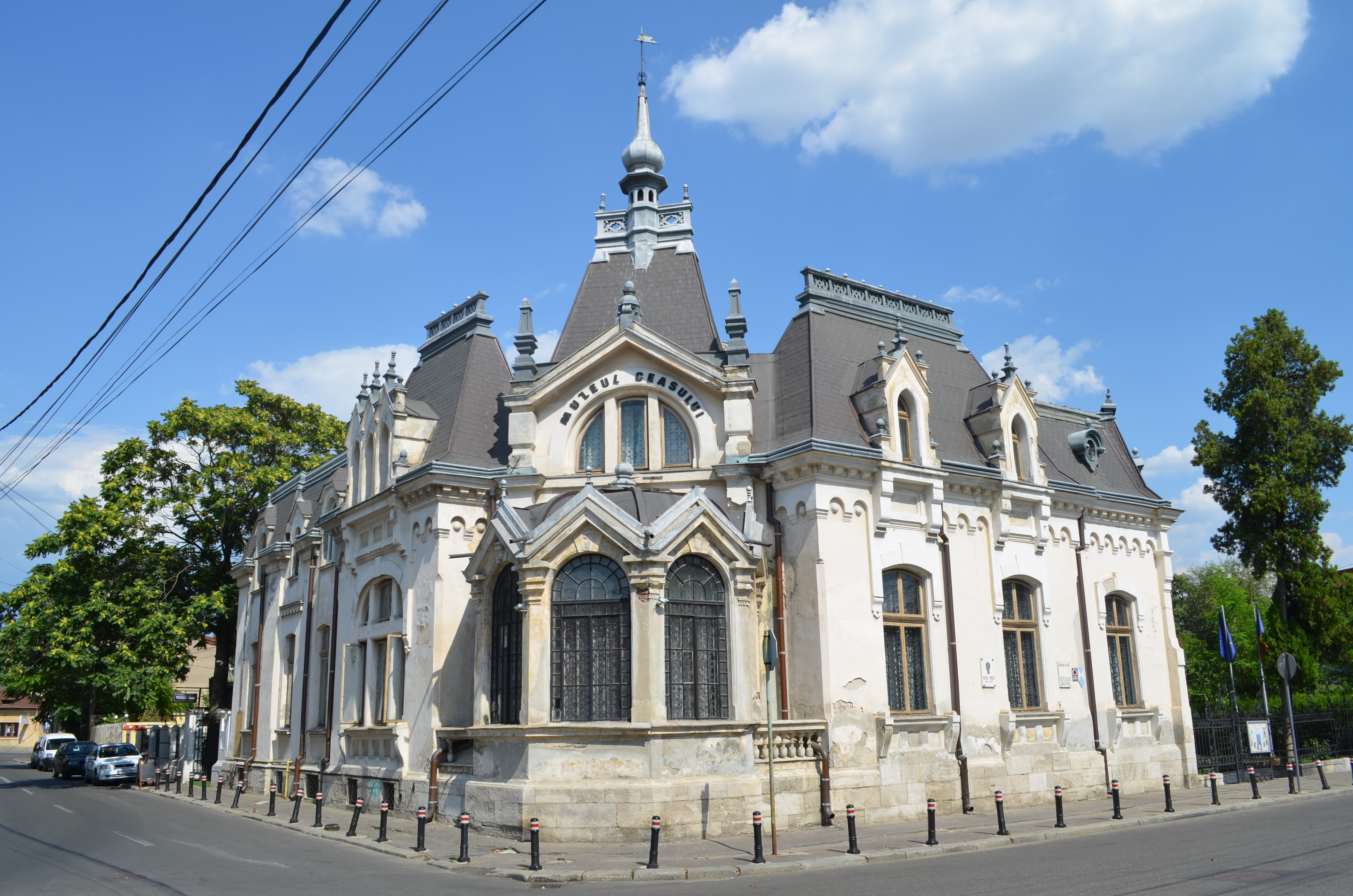
Ploiești, a megyeszékhely
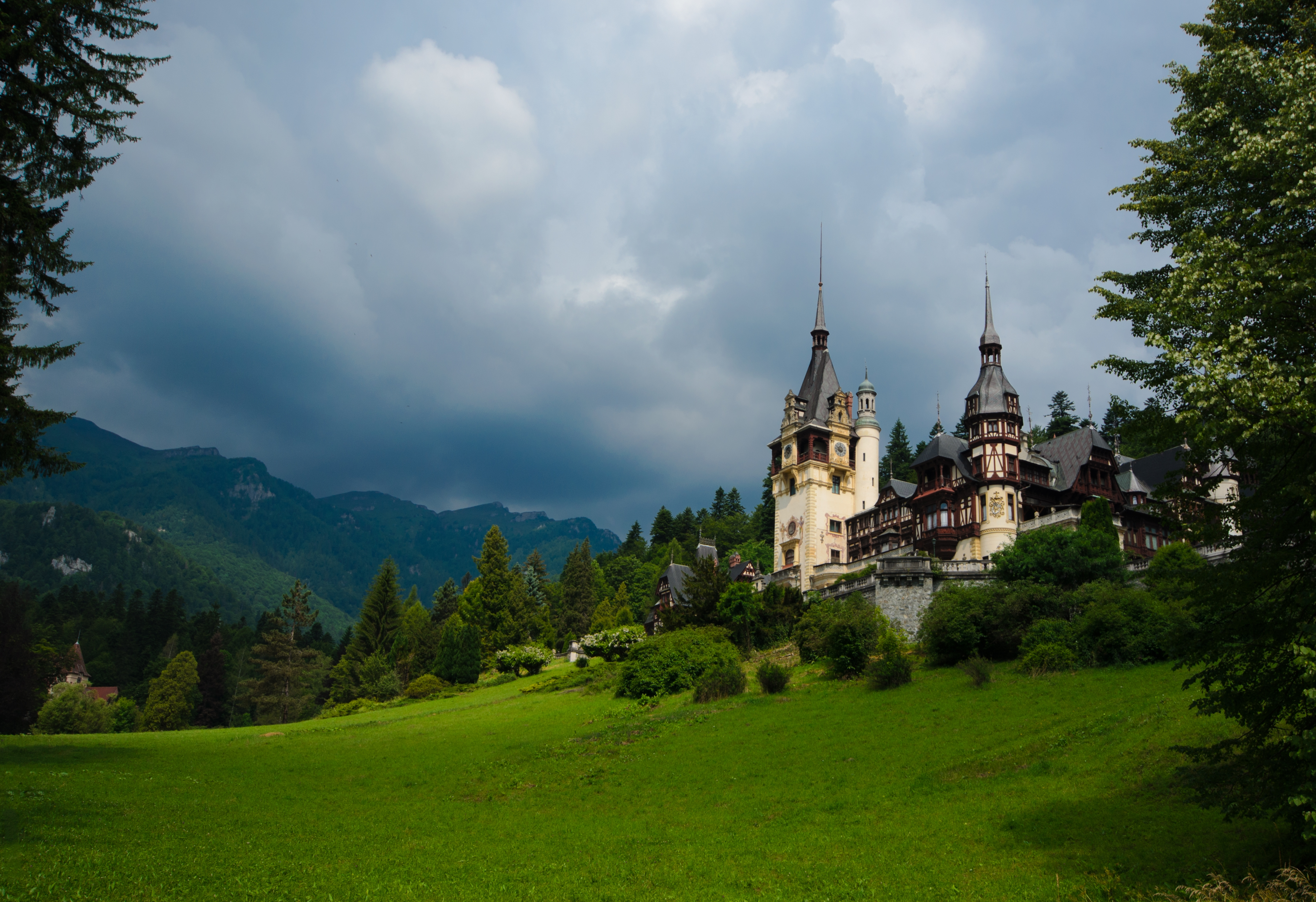
Peleș-kastély
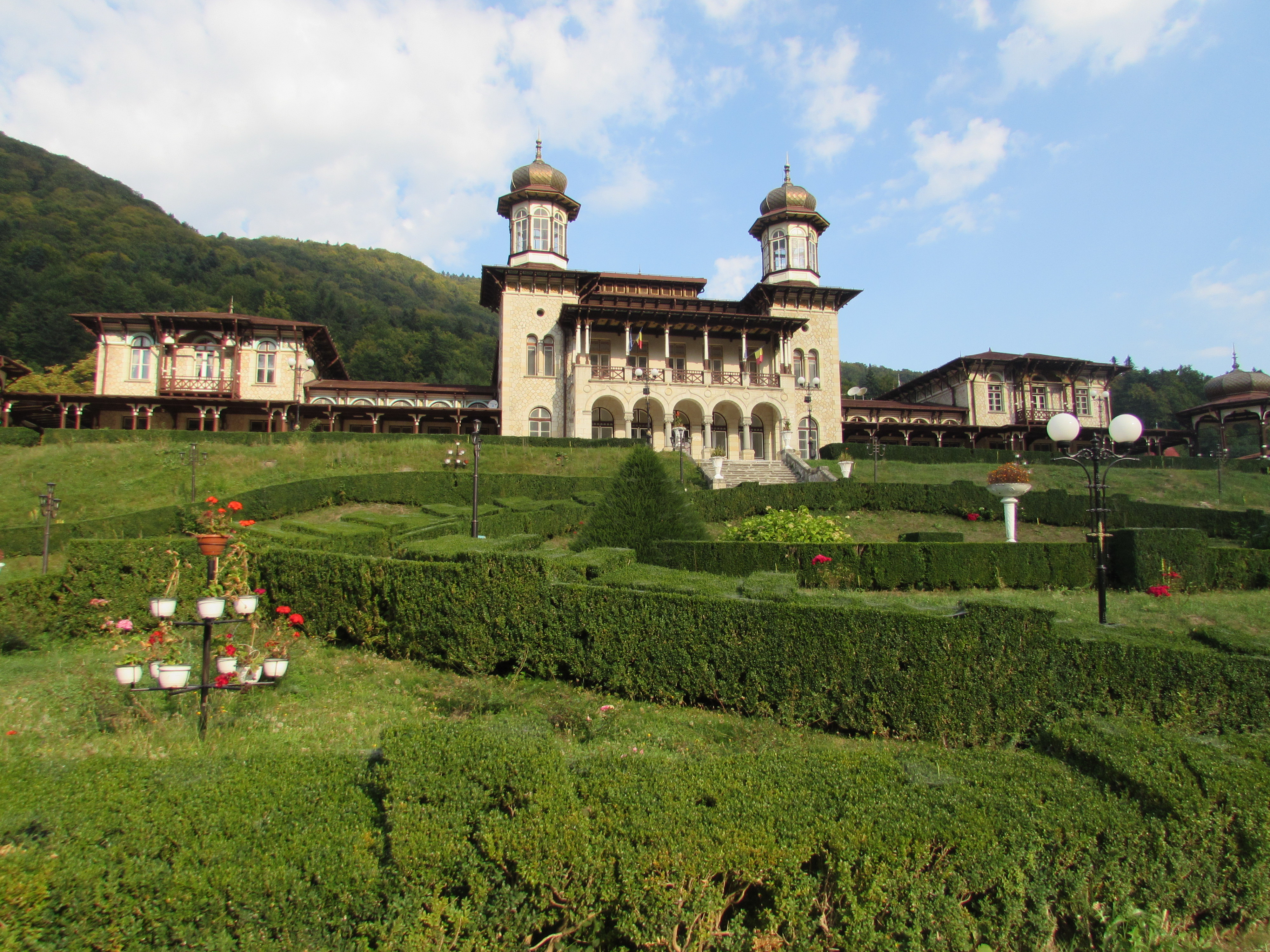
A kaszinó épülete Slănic-ban
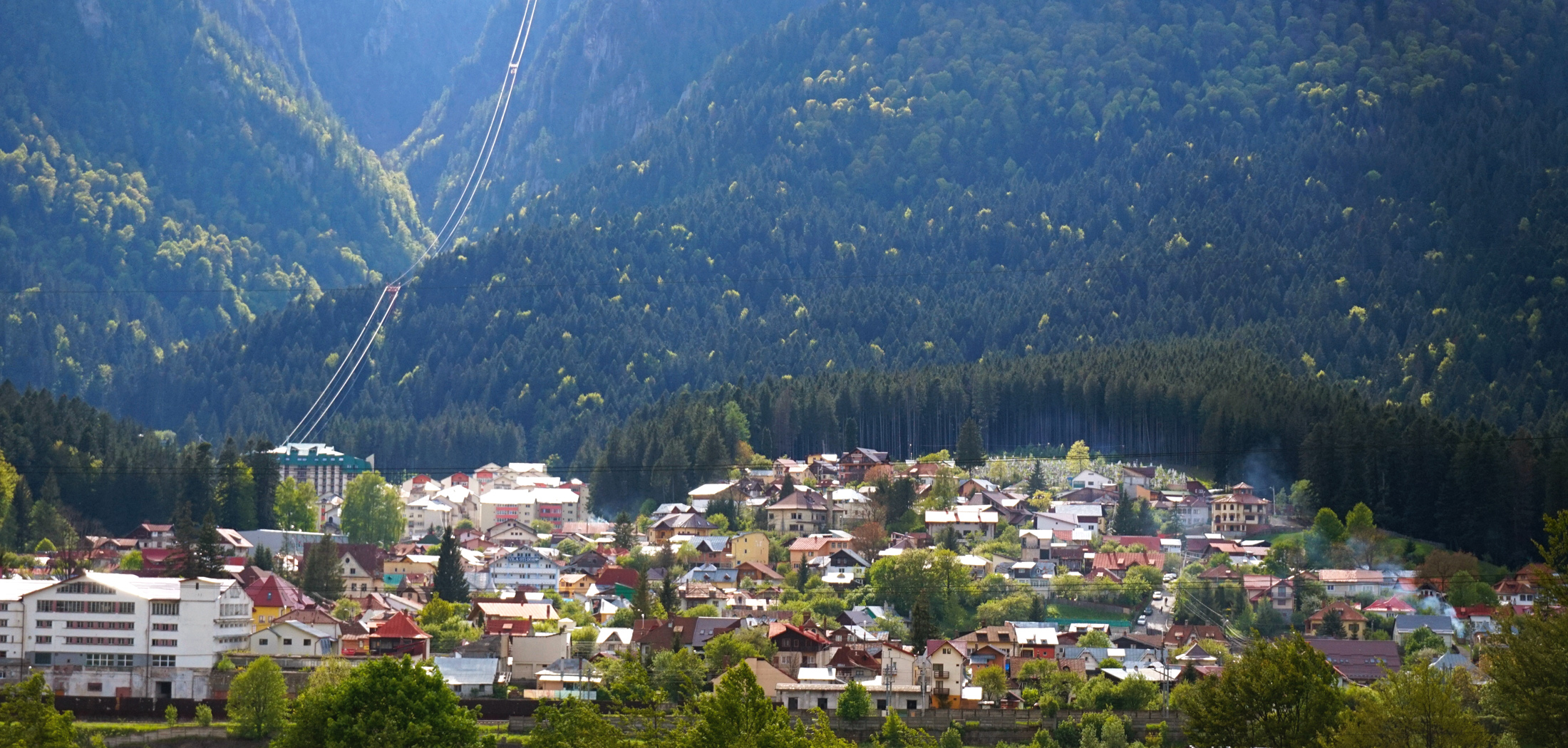
Bușteni hegyi tája
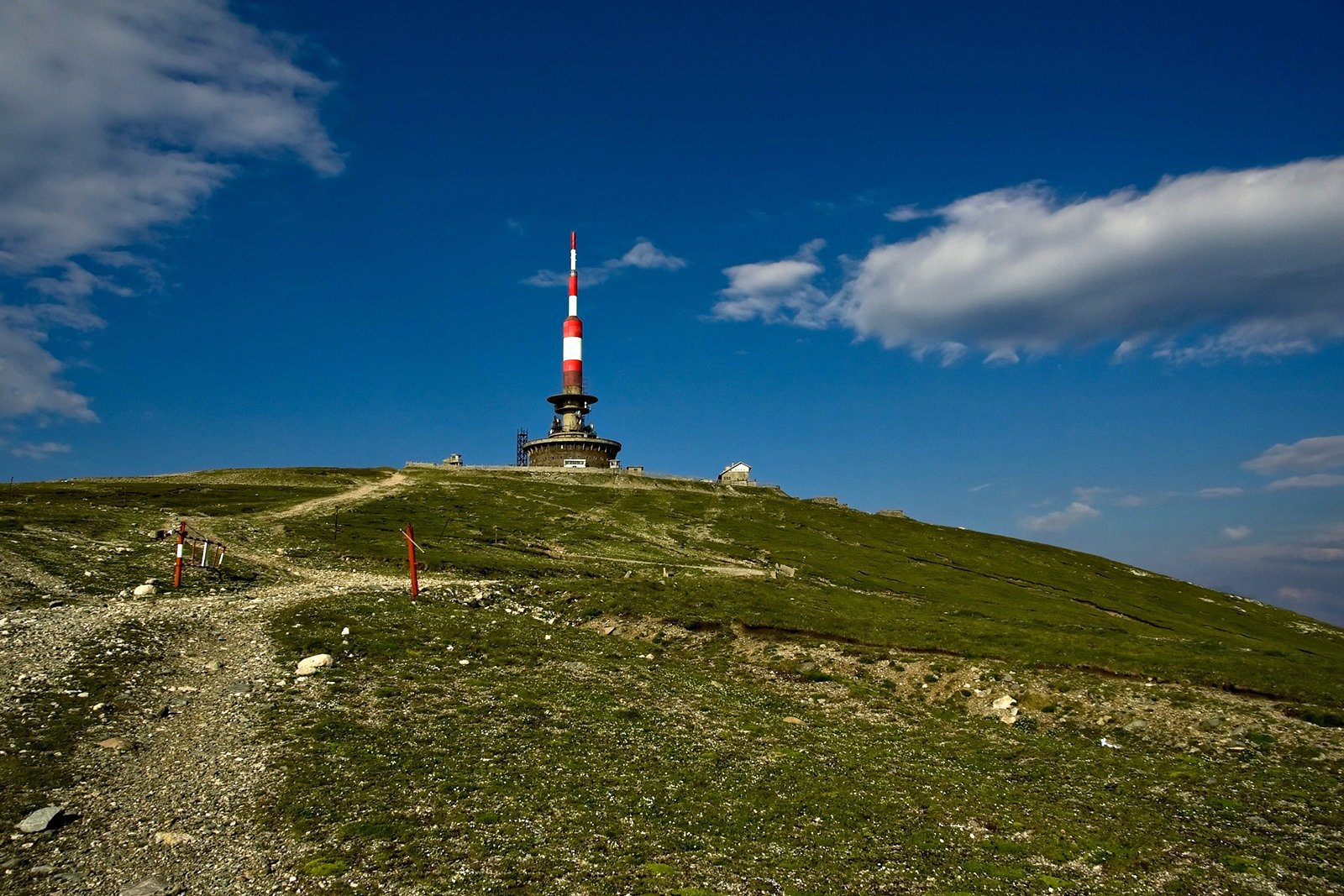
Az Omu-csúcs

## Címere

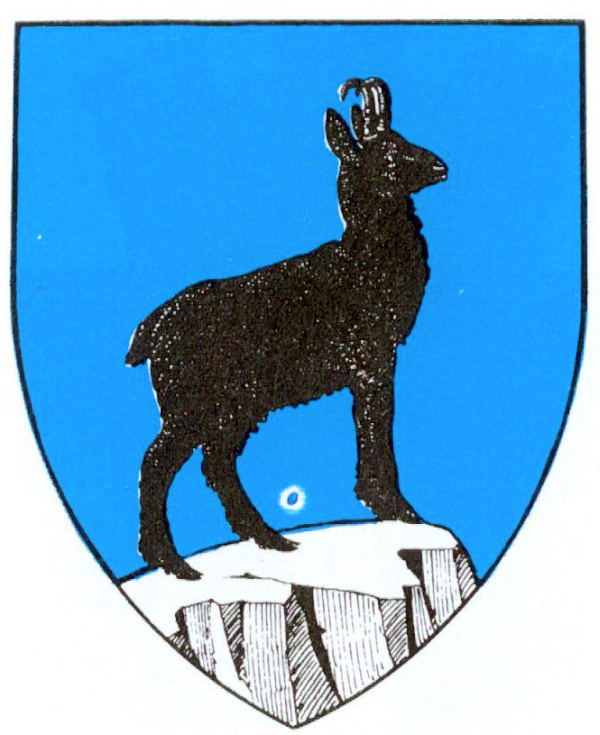
A két világháború között
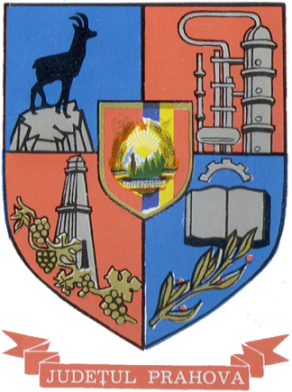
A kommunizmus idején
Jelenlegi

## Települések
Prahova megyében 2 municípium, 12 város, 89 község és 371 falu van.